# La Mula
La Mula es un despoblado español del municipio de La Fueva, en la comarca del Sobrarbe, provincia de Huesca.

## Geografía
La Mula se sitúa en las faldas occidentales de la sierra de Campanué, en lo alto de un abrigadero vigilando la hondonada de La Fueva desde la cota de los 1.000 m s. n. m.

## Historia
Como los otros núcleos de la bajante occidental de la sierra de Campanué, formó parte del municipio histórico de Pallaruelo de Monclús antes de unirse con Morillo de Monclús y después con La Fueva. Los núcleos en la parte fovana del Pallaruelo de Monclús tienen una pista forestal que los comunica con Formigales bajando por El Cotón, y con Troncedo por Latorre.